# Aladár Kovácsi
István Szondy (Boedapest, 11 december 1932 - Boedapest, 8 april 2010) was een Hongaars modern vijfkamper.

## Biografie
Szondy nam driemaal deel aan de Olympische Zomerspelen en won in 1952 de gouden medaille met het team en eindigde als twaalfde individueel. Met zijn negentien jaar is hij de jongste olympisch kampioen in het moderne vijfkamp.

## Belangrijkste resultaten

### Olympische Zomerspelen
| Jaar | Plaats   | Resultaat              |
| ---- | -------- | ---------------------- |
| 1952 | Helsinki | 12e individueel · team |

### Wereldkampioenschappen
| Jaar | Plaats     | Resultaat          |
| ---- | ---------- | ------------------ |
| 1955 | Magglingen | team · individueel |
| 1958 | Aldershot  | team               |

1952: Benedek, Kovácsi, Szondy
1956: Derjoegin, Novikov, Tarassov ·
1960: Balczó, Nagy, Németh ·
1964: Minejev, Mokejev, Novikov ·
1968: Balczó, Moná, Török ·
1972: Lednjev, Onisjtsjenko, Sjmelev ·
1976: Fox, Nightingale, Parker ·
1980: P. Lednjev, J. Lipejev, Starostin ·
1984: Cristofori, Masala, Massullo ·
1988: Fábián, Martinek, Mizsér ·
1992: Czyżowicz, Gożdziak, Skrzypaszek